# Skoki z klifów na Mistrzostwach Świata w Pływaniu 2017 – kobiety
Skoki z klifów kobiet – jedna z konkurencji rozgrywanych podczas Mistrzostw Świata w Pływaniu 2017, która odbyła się w dniach 28-29 lipca.

## Wyniki
Pierwsza runda rozpoczęła się 28 lipca o 12:30. Pozostałe rundy zostały rozegrane 29 lipca o 12:15.
| Miejsce | Zawodniczka        | Państwo           | Runda 1 | Runda 2 | Runda 3 | Runda 4 | Łącznie |
| ------- | ------------------ | ----------------- | ------- | ------- | ------- | ------- | ------- |
| 1. !    | Rhiannan Iffland   | Australia         | 66,30   | 66,30   | 91,20   | 96,90   | 320,70  |
| 2. !    | Adriana Jiménez    | Meksyk            | 66,30   | 62,40   | 70,20   | 110,00  | 308,90  |
| 3. !    | Jana Nestriajewa   | Białoruś          | 62,40   | 62,40   | 83,60   | 95,55   | 303,95  |
| 4.      | Tara Tira          | Stany Zjednoczone | 66,30   | 68,90   | 73,10   | 91,20   | 299,50  |
| 5.      | Anna Bader         | Niemcy            | 67,60   | 63,70   | 66,30   | 85,80   | 283,40  |
| 6.      | Cesilie Carlton    | Stany Zjednoczone | 62,40   | 54,60   | 66,30   | 87,40   | 270,70  |
| 7.      | Helena Merten      | Australia         | 62,40   | 65,00   | 64,35   | 75,60   | 267,35  |
| 8.      | Jacqueline Valente | Brazylia          | 57,20   | 53,30   | 48,30   | 94,60   | 253,40  |
| 9.      | Ginger Huber       | Stany Zjednoczone | 53,30   | 66,30   | 47,50   | 79,80   | 246,90  |
| 10.     | Iris Schmidbauer   | Niemcy            | 48,10   | 52,00   | 59,20   | 58,90   | 218,20  |